# Erythrothrips keeni
Erythrothrips keeni är en insektsart som beskrevs av Dudley Moulton 1929. Erythrothrips keeni ingår i släktet Erythrothrips och familjen rovtripsar. Inga underarter finns listade i Catalogue of Life.